# Csizmadia András
Csizmadia András (Orosháza, 1872. szeptember 18. – Orosháza, 1952. október 31.) magyar gazdálkodó, kisbirtokos, országgyűlési képviselő.

## Élete
Csizmadia Pál és Gyarmathi (Gyarmati) Julianna evangélikus vallású szülők gyermekeként született. Az elemi iskola hat osztályát szülővárosában végezte, majd családja gazdaságában kezdett tevékenykedni. Ugyancsak még fiatal korában bekapcsolódott a békési térség akkori gazdamozgalmaiba, majd pedig a városi közéletbe.
Gazdatársainak megbecsülését hamar megszerezte, előbb közéleti tevékenységével, később azzal is, hogy akiknek közülük az első világháború alatt hadba kellett vonulniuk, azoknak a birtokán továbbra is biztosította a termelés lehetőség szerinti folytonosságát. Ez utóbbi tevékenységéért 1916-ban átvehette a földművelésügyi tárca köszönetnyilvánítását is.
A kommün idején, az új hatalom képviselőivel is szembeszállva több térségbeli birtok kommunizálását sikerült megakadályoznia; hasonlóképpen a román megszállás időszakában is kitűnt hazafias, áldozatos viselkedésével. A békési térség politikai viszonyainak rendeződését követően tevékeny szerepet játszott az Orosházi Kisbirtokos Szövetség megalakításában, majd vezetésében; a szervezetnek hosszabb időn át elnöke is volt.
Az országos politikai életbe 1922-ben kapcsolódott be, amikor az orosházi választókerület független kisgazdapárti programmal országgyűlési képviselőnek választotta. Nagyatádi Szabó Istvánnal együtt hamarosan csatlakozott gróf Bethlen Istvánhoz, akinek oldalán előbb az Egységes Párt, majd annak utódpártjai színeiben erősítette meg mandátumát újból és újból a következő két évtized választásain is. Utoljára, 1939-ben a Magyar Élet Pártja Békés megyei listájáról jutott a Nemzetgyűlésbe. Tagja volt Békés vármegye törvényhatósági bizottságának is.